# Denis Markaj
Denis Markaj (Gjakova, 20 febbraio 1991) è un calciatore kosovaro con cittadinanza svizzera, difensore del Kosova Zurigo.

## Carriera

### Club

#### Competizioni nazionali
- Challenge League: 1

Lugano: 2014-2015